# Râul San Dieguito
San Dieguito River este un râu cu lungimea de 72 km (45 mile), care are orginea de pe versantul sudic al munților Volcan Mountains (1.740 m), munții se află situați în comitatul San Diego statul California, SUA. Suprafața bazinului hidrografic al râului este de 900 km2 (346 mile2), el se varsă în Pacific la 32 km nord de San Diego. Pe cursul lui se află lacul de acumulare Hodges, principalii afluenți ai lui sunt: Santa Maria Creek, Temescal Creek. Localitățile principale traversate de San Dieguito sunt: San Pasqual, Ramona, Escondido, Solana Beach.